# Équipe de France de football aux Jeux olympiques d'été de 1976
L'équipe de France olympique de football participe à son 10e tournoi de football aux Jeux olympiques lors de l'édition de 1976 qui se tient à Montréal au Canada, du 18 juillet 1976 au 31 juillet 1976.

## Phase qualificative

### Premier tour - Groupe 4
| Rang | Équipe   | Pts | J | G | N | P | Bp | Bc | Diff |
| ---- | -------- | --- | - | - | - | - | -- | -- | ---- |
| 1    | France   | 6   | 4 | 3 | 0 | 1 | 11 | 5  | +6   |
| 2    | Roumanie | 3   | 4 | 1 | 1 | 2 | 9  | 5  | +4   |
| 3    | Pays-Bas | 2   | 4 | 1 | 0 | 3 | 5  | 15 | -10  |

## Tournoi olympique

### Tour préliminaire
| Classement final - Groupe B |           |     |   |   |   |   |    |    |      |
|                             | Équipe    | Pts | J | G | N | P | BP | BC | Diff |
| 1                           | France    | 5   | 3 | 2 | 1 | 0 | 9  | 3  | +6   |
| 2                           | Israël    | 3   | 3 | 0 | 3 | 0 | 3  | 3  | 0    |
| 3                           | Guatemala | 2   | 3 | 0 | 2 | 1 | 2  | 5  | -3   |
| 4                           | Mexique   | 2   | 3 | 0 | 2 | 1 | 4  | 7  | -3   |

| 19 juillet | France | 4 | 1 | Mexique   |
| 21 juillet | France | 4 | 1 | Guatemala |
| 23 juillet | Israël | 1 | 1 | France    |

### Quart de finale
| 25 juillet 1976 | Allemagne de l'Est                                     | 4–0   | France | Parc Lansdowne, Ottawa                              |                                                     |
| 18h00           | Löwe 27e · Dörner 60e (pen.) 68e (pen.) · Riediger 77e | (1–0) |        | Spectateurs : 20 083 Arbitrage : Alberto Michelotti | Spectateurs : 20 083 Arbitrage : Alberto Michelotti |
| 18h00           | Rapport                                                |       |        | Spectateurs : 20 083 Arbitrage : Alberto Michelotti | Spectateurs : 20 083 Arbitrage : Alberto Michelotti |

## Effectif
| #          | Nom                    | Club                   |
| Gardiens   | Gardiens               | Gardiens               |
| ---------- | ---------------------- | ---------------------- |
| 1          | Jean-Claude Larrieu    | AS Cannes              |
| 2          | Henri Orlandini        | Nîmes Olympique        |
| Défenseurs |                        |                        |
| 3          | Patrick Battiston      | FC Metz                |
| 4          | Claude Chazottes       | Paris FC               |
| 6          | Michel Pottier         | AC Cambrai             |
| 7          | Alexandre Stassievitch | RC Lens                |
| 8          | Henri Zambelli         | OGC Nice               |
| Milieux    |                        |                        |
| 5          | Francis Meynieu        | Girondins de Bordeaux  |
| 9          | Michel Cougé           | Stade rennais          |
| 10         | Jean Fernandez         | Olympique de Marseille |
| 12         | Francisco Rubio        | EDS Montluçon          |
| Attaquants |                        |                        |
| 11         | Michel Platini         | AS Nancy-Lorraine      |
| 13         | Loïc Amisse            | FC Nantes              |
| 14         | Bruno Baronchelli      | FC Nantes              |
| 15         | Éric Pécout            | FC Nantes              |
| 16         | Olivier Rouyer         | AS Nancy-Lorraine      |
| 17         | Jean-Marc Schaer       | AS Saint-Étienne       |
| Entraîneur |                        |                        |
|            | Gabriel Robert         |                        |